# ヒンガン盟
ヒンガン盟（興安盟、ヒンガンめい、モンゴル語：ᠬᠢᠩᠭ᠋ᠠᠨ
ᠠᠶᠢᠮᠠᠭ　Qiŋɣan ayimaɣ）は、中華人民共和国内モンゴル自治区東北部に位置する盟。ヒンガンは満洲語で丘陵を意味し、漢字表記の興安はその音写である。
ヒンガン盟は西北部でモンゴル国と接している。

## 行政区画
2県級市・1県・3旗を管轄する。
- 県級市：
  - ウランホト市（烏蘭浩特市）・アルシャン市（阿爾山市）
- 県：
  - 突泉県
- 旗：
  - ジャライド旗（扎賚特旗）・ホルチン右翼前旗（科爾沁右翼前旗）・ホルチン右翼中旗（科爾沁右翼中旗）

| ヒンガン盟の地図                                                                   |
| ---------------------------------------------------------------------------------- |
| ウランホト市 アルシャン市 ホルチン右翼前旗 ホルチン · 右翼中旗 ジャライド旗 突泉県 |

### 年表
この節の出典

#### ヒンガン盟(1949年-1953年)
- 1949年10月1日 - 中華人民共和国内モンゴル自治区ヒンガン盟が成立。ジャライド旗・ホルチン右翼中旗・ホルチン右翼前旗・ホルチン右翼後旗・シジャガル旗が発足。(5旗)
- 1949年12月2日 (1市1県4旗)
  - ウランホト市・突泉県を編入。
  - シジャガル旗がホルチン右翼前旗に編入。
- 1952年6月6日 - ホルチン右翼後旗がホルチン右翼前旗・ジャライド旗に分割編入。(1市1県3旗)
- 1953年1月23日 - ヒンガン盟がフルンボイル・ヌン・モルン盟・ジェリム盟と合併し、東部行政公署の発足により消滅。

#### 東部行政公署
- 1953年1月23日 - フルンボイル・ヌン・モルン盟(2市9旗1自治旗)・ヒンガン盟(1市1県3旗)・ジェリム盟(1市2県5旗)が合併し、東部行政公署が発足。(3県17旗1自治旗)
- 1953年5月10日 (3県17旗1自治旗)
  - 通遼市が地級市の通遼市に昇格。
  - ウランホト市が地級市のウランホト市に昇格。
  - ハイラル市が地級市のハイラル市に昇格。
  - 満洲里市が地級市の満洲里市に昇格。
- 1954年5月21日
  - 通遼県・開魯県・ナイマン旗・フレー旗・ジャルート旗・ホルチン左翼中旗・ホルチン左翼後旗がジェリム盟に編入。
  - 新バルグ左旗・新バルグ右旗・陳バルグ旗・ソロン旗・アルグン旗・シグイト旗・モリンダワ旗・アロン旗・ブトハ旗・ホルチン右翼前旗・ジャライド旗・ホルチン右翼中旗・オロチョン自治旗・突泉県がフルンボイル盟に編入。

#### ウランホト市
- 1953年5月10日 - 東部行政公署ウランホト市が地級市のウランホト市に昇格。(1市)
- 1954年5月21日 - ウランホト市がフルンボイル盟に編入。

#### ヒンガン盟(1980年-)
- 1980年7月26日 - フルンボイル盟ジャライド旗・ホルチン右翼前旗・突泉県、ジェリム盟ホルチン右翼中旗を編入。ヒンガン盟が成立。(1市1県3旗)
  - ホルチン右翼前旗の一部が分立し、ウランホト市が発足。
- 1996年6月10日 - ホルチン右翼前旗の一部が分立し、アルシャン市が発足。(2市1県3旗)

## 交通

### 航空
- ウランホト空港
- アルシャン・ヤルス空港（中国語版）

### 鉄道
- 白阿線（中国語版）
- 伊阿線（中国語版）
- 錫烏線
- 通霍線

### 道路
- 高速道路
  -  琿烏高速道路
  -  集阿高速道路（中国語版）
  -  ウランホト環状高速道路
- 国道
  -  G111国道（中国語版）
  -  G207国道（中国語版）
  -  G302国道
  -  G331国道
  -  G334国道（中国語版）